# Kirchstücker See
Der Kirchstücker See oder auch Kirch Stücker See ist ein See im Gemeindegebiet von Klein Trebbow im Landkreis Nordwestmecklenburg in Mecklenburg-Vorpommern.
Das Gewässer hat eine Fläche von etwa 37 Hektar, eine Länge von 1150 Metern und ist maximal 400 Meter breit. Ein westlich des Schweriner Außensees entspringender Graben mündet in den See. Über einen weiteren Graben fließt der Kirch Stücker See in den Barnerstücker See ab. Das Einzugsgebiet ist 8 km² groß. Nach dem Trophiesystem wird das Gewässer, das von einem schmalen bis mittelbreiten Schilfgürtel umgeben ist, polytroph eingestuft.
Der See ist von der Schweriner Seenfischerei GmbH gepachtet. Es kommen Aale, Barsche, Hechte, Karpfen, Plötze und Schleie vor.